# فرودگاه ورزازات
 فرودگاه ورزازات (به انگلیسی: Ouarzazate Airport) یک فرودگاه همگانی باربری با کد یاتا OZZ است که یک باند فرود آسفالت دارد و طول باند آن ۳۰۰۰ متر است. این فرودگاه در شهر ورزازات کشور مراکش قرار دارد و در ارتفاع ۱۱۵۳ متری از سطح دریا واقع شده است.

## شرکت‌های هواپیمایی و مقصدهای پروازی
| شرکت‌های هواپیمایی                                         | مقصدهای پروازی           |
| --------------------------------------------------------- | ------------------------ |
| هواپیمایی پادشاهی مراکش                                   | محمد پنجم، اورلی         |
| هواپیمایی پادشاهی مراکش اجرا توسط Royal Air Maroc Express | محمد پنجم، Zagora        |
| TUI fly Belgium                                           | فصلی: بروکسل جنوب شرلروآ |